# Josep Roig i Bergadà

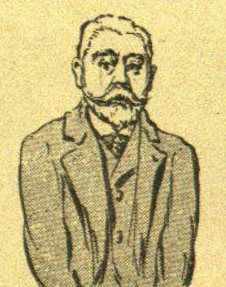
Josep Roig i Bergadà (1902)

Josep Roig i Bergadà (Tarragona, 18 d'agost de 1864 - Barcelona, 22 de març de 1937) fou un advocat i polític català.

## Biografia
Es llicencià en dret a la Universitat de Barcelona i s'especialitzà en dret mercantil. Formà part del consell d'Administració de La Maquinista Terrestre y Marítima. Alhora, milità a la facció demòcrata del Partit Liberal, impulsada per José Canalejas, amb la que fou elegit diputat pel districte de Sant Feliu de Llobregat a les eleccions generals espanyoles de 1898, 1901 i 1905. També fou alcalde de Barcelona entre febrer i desembre de 1910. El 1911 fou nomenat senador vitalici, i com a tal va defensar al Congrés de Diputats el projecte de llei de mancomunitats provincials.
Durant la crisi provocada per la vaga general de 1917 formà part de l'Assemblea de Parlamentaris i donà suport a un eventual estatut d'autonomia per a Catalunya, raó per la qual va ser un dels tres presidents de la Comissió creada per tal de redactar-lo. Fou nomenat Ministre de Gràcia i Justícia el 9 de novembre de 1918, però degut a l'actitud hostil vers l'autonomia catalana de Santiago Alba Bonifaz va dimitir el 5 de desembre del mateix any i provocà una forta crisi de govern. Durant el seu curtíssim mandat creà els tribunals de menors. Va ser també membre del Consell d'Estat i fiscal del Tribunal Suprem.
Amb la República Roig i Bergadà, defensor d'una monarquia parlamentària i d'un regionalisme democràtic, va voler ingressar a la Dreta Liberal Republicana de Catalunya, però aviat s'apartà de l'activitat política.
Com a advocat, va intervenir en els conflictes entre els empresaris i els treballadors, i també fou president de l'Acadèmia de Jurisprudència i Legislació de Catalunya el 1933-1934 i degà del Col·legi d'Advocats de Barcelona el 1935-1936. Va participar en la defensa de la llei de creació del Tribunal de Cassació de Catalunya davant del Tribunal de Garanties Constitucionals de la República.
Va col·laborar als periòdics La Rambla, La Vanguardia en temps de Gaziel, i al Butlletí de la Cambra Mercantil. La ciutat de Tarragona li ha dedicat un carrer.

## Obres
- ¡Abajo los consumos!: contribución al estudio para supresión de este impuesto (Barcelona, 1906)
- Estado actual de la Administración de Justicia en España :reformas convenientes á su organización y funcionamiento. (Barcelona, 1919)
- Las sociedades de responsabilidad limitada (Barcelona 1930)
- Doctrina liberal y democrática (Madrid 1931), que recull els articles censurats durant la Dictadura al diari madrileny La Libertad
- De la función judicial en el Estatuto catalán (Madrid 1932)